# 巴捷茨基區

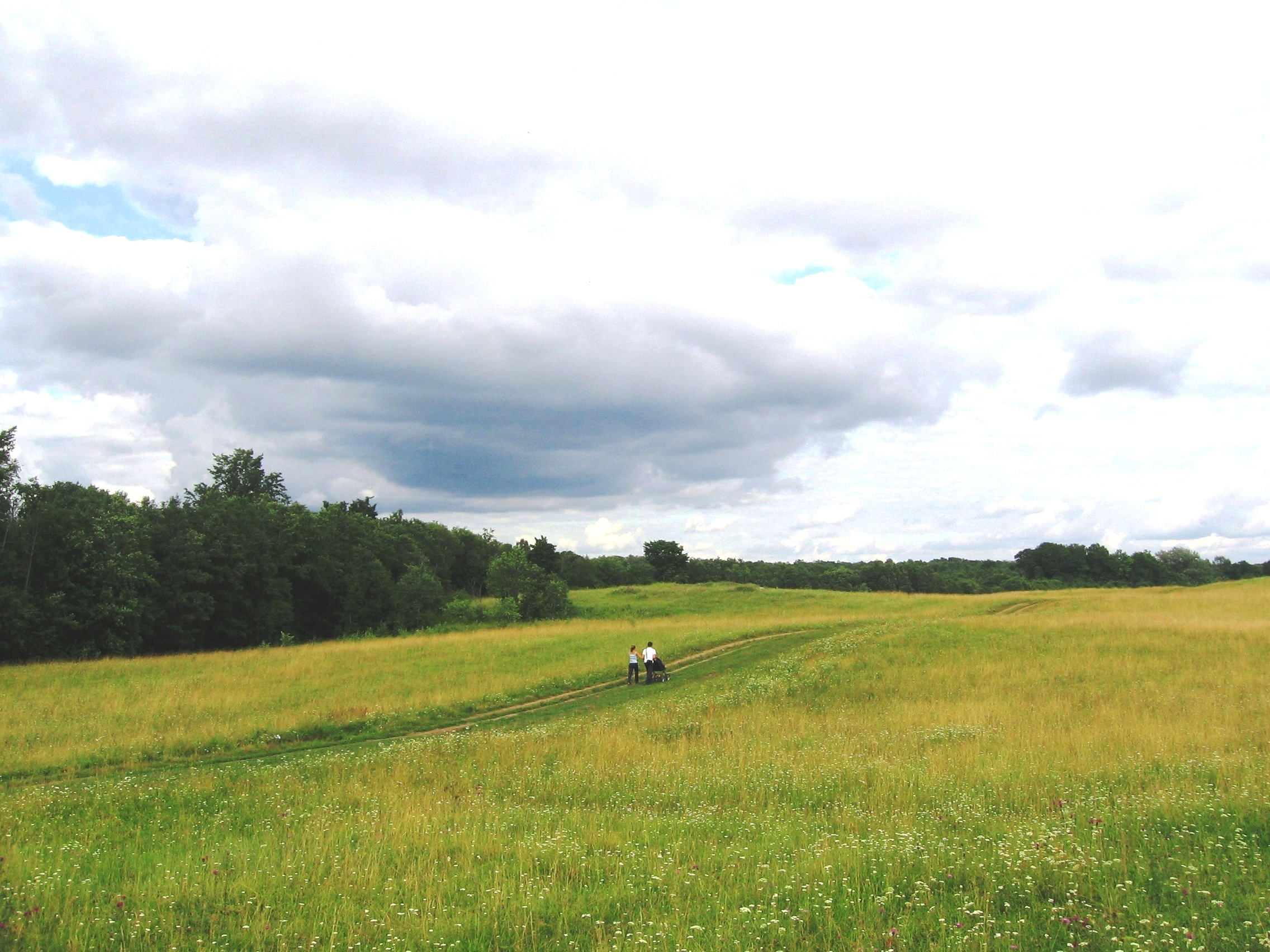

58°38′N 30°18′E / 58.633°N 30.300°E
巴捷茨基區（俄语：Батецкий район），是俄羅斯的一個區，位於該國西北部，由諾夫哥羅德州負責管轄，始建於1927年10月1日，面積1,600平方公里，2010年人口6,335，人口密度每平方公里3.96人。